# Atif Lipovac

Atif Lipovac, hrvatski nogometaš i nogometni sudac iz Zagreba.

## Nogometaš
Kao nogometaš igrao je na poziciji braniča. Nastupao je za zagrebačku Lokomotivu, riječki Orijent, NK Zagreb, bjelovarsku Česmu i Vatrogasac iz Brezove. U igri je bio vrlo čvrst i pravodoban u startu.

## Nogometni sudac
Nakon igračke karijere bavio se nogometnim suđenjem. Bio je sudcem na utakmicama najvišeg ranga u Hrvatskoj, 1. HNL. Nakon sudačke karijere 1998. godine postaje delegat HNS-a na utakmicama 1. lige.